# Чаршија у Бељини
Чаршија у Бељини је чаршија која се налазила у Бељини, представља непокретно културно добро као просторно културно-историјска целина.
Село Бељина налази се јужно од општинског центра Барајева, у долини реке Бељанице. Бељина спада међу најстарија насеља београдске околине, о чему непосредно сведоче археолошки налази из доба неолита, антике и средњег века. Континуални развој насеља може се пратити кроз писане изворе од XVI века до данас.

## Историја
Чаршија је формирана уз главну саобраћајницу у периоду прве половине XIX века. Током дугог временског периода у Чаршији се наталожио и знатан број материјалних остатака значајних културно-историјских вредности: археолошка налазишта из доба неолита (старчевачка културна група), антике (налази из III века) и средњег века (налази из XV века); некропола са појединачним каменим споменицима од XV до XIX века; црква Св. Архангела из 1813-1819. године са иконостасом Димитрија Посниковића из 1849. године; стара породична кућа и механа Љубинковића, обе из средине XIX века, и други значајни историјски, етнографски и архитектонски споменици.